# Ternstroemia microphylla
Ternstroemia microphylla là một loài thực vật có hoa trong họ Pentaphylacaceae. Loài này được Merr. miêu tả khoa học đầu tiên năm 1937.